# Ivan Likar - Goljan
Ivan Likar - Goljan, slovenski partizan, politik, politični komisar in kmet, * 8. marec 1914, Ajdovščina, † ?.
27. junija 1943 je vstopil v NOV in POS. Kot pripadnik Gubčeve brigade je bil eden izmed odposlancev, ki so se udeležili Zbora odposlancev slovenskega naroda v Kočevju.